# Shop Around
Singles de The Miracles (featuring Bill « Smokey » Robinson)
Way Over There
(1960) Who's Lovin' You
(1960)
Shop Around est une chanson du groupe vocal masculin américain The Miracles (featuring Bill « Smokey » Robinson).

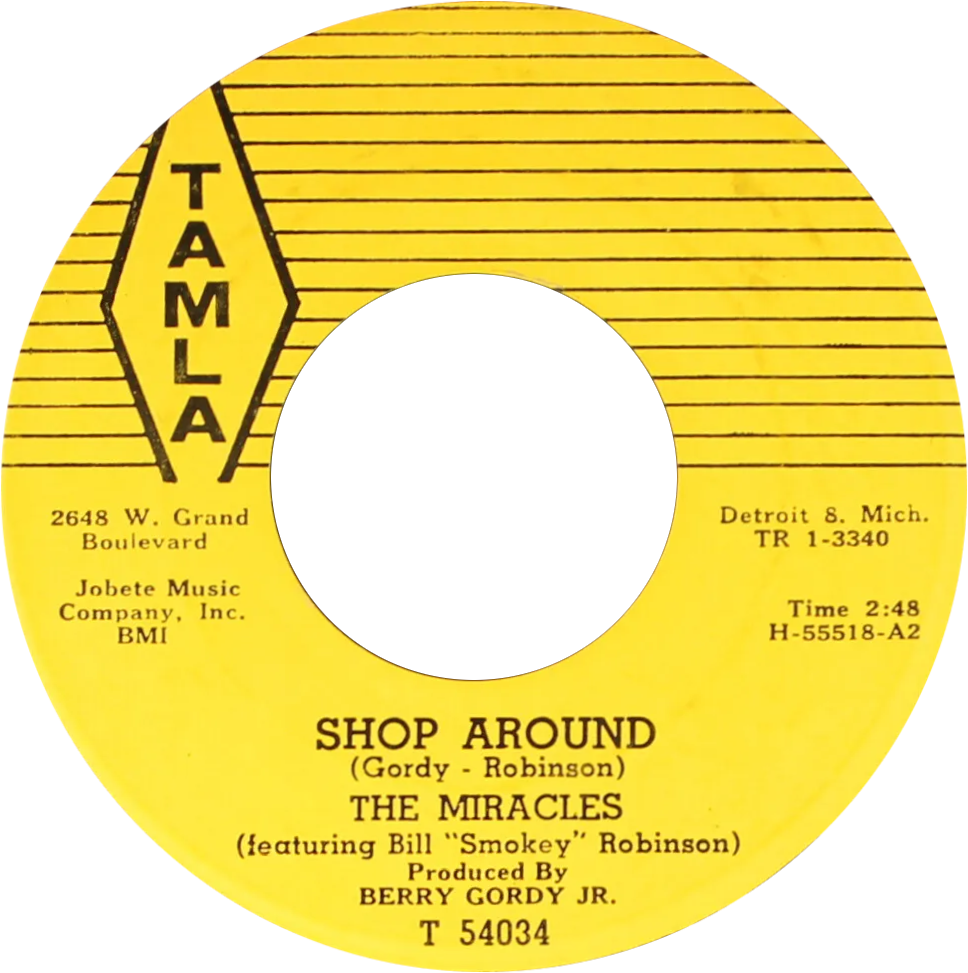

Elle a été écrite par Berry Gordy et Smokey Robinson. L'enregistrement de Smokey Robinson et les Miracles a été produite par Berry Gordy.
Publiée en single sur le label Tamla en décembre 1960, la chanson a atteint la 2e place du Hot 100 du magazine musical américain Billboard, passant en tout 16 semaines dans le chart.
En 2004, Rolling Stone a classé cette chanson, dans la version originale de Smokey Robinson et les Miracles, 495e sur sa liste des « 500 plus grandes chansons de tous les temps ». (En 2010, le magazine rock américain a mis à jour sa liste, maintenant la chanson est 500e.)